# Sciapus angustifrons
Sciapus angustifrons är en tvåvingeart som beskrevs av Octave Parent 1929. Sciapus angustifrons ingår i släktet Sciapus och familjen styltflugor. Inga underarter finns listade i Catalogue of Life.